# Entre bobos anda el juego
Entre bobos anda el juego, también titulada Don Lucas del Cigarral, es una obra de teatro en tres actos y en verso, escrita por el autor español Francisco de Rojas Zorrilla en 1638. La obra se publicó en 1645 en el volumen Segunda parte de las comedias de don Francisco de Rojas Zorrilla. Considerada uno de los clásicos ejemplos de lo que se conoce como comedia de figurón.

## Argumento
Don Lucas del Cigarral es un personaje histriónico y estrafalario, al que adornan todos los rasgos negativos que puedan imaginarse: fealdad, avaricia, necedad y orgullo. Sin embargo, cuenta con buena posición social y pretende contraer matrimonio con la bella, aunque humilde, Isabel de Peralta. Ésta, sin embargo, cae enamorada de Don Pedro, el apuesto primo de Don Lucas. La situación se complica cuando en un mesón coinciden estos personajes con Don Luis, un antiguo pretendiente de la joven y Doña Alfonsa, la hermana de Don Lucas. Tras varios malentendidos, se acaba produciendo la boda por un lado de Isabel y Pedro y por otro de Alfonsa y Luis.

## Representaciones destacadas
La primera representación de la obra de la que existe constancia data de 1645, con motivo de las fiestas de Carnaval, cuando se representó en el Alcázar de Madrid ante el rey Felipe IV. En el mismo siglo XVII se hicieron nuevos montajes por Antonio de Escamilla en 1673, por Manuel Vallejo en el Salón de Palacio en 1680 y por Damián Polope en 1695.
En el siglo XVIII la pieza se representó hasta 44 ocasiones entre 1714 y 1800 en los teatros Príncipe y de la Cruz de Madrid.
Ya en el siglo XIX, pueden mencionarse las versiones de Félix Enciso de Castrillón de 1834 en el Teatro de la Cruz con Antera Baus, la versión de Eduardo Asquerino en el Teatro del Príncipe en 1851, con Matilde Díez (Isabel), Julián Romea (Pedro), Florencio Romera (Luis) y José Ramón Calvo (Lucas); o la interpretación de Rafael Calvo en el Teatro Novedades de Barcelona en 1882. Trece años después, la actriz María Guerrero da vida sobre ese mismo escenario a Doña Isabel, con Donato Jiménez como Don Lucas y Fernando Díaz de Mendoza como Don Pedro. En el Teatro Price de Madrid se estrenó el 18 de febrero de 1899 una versión musical en zarzuela, con música de Amadeo Vives y libreto de Tomás Luceño y Carlos Fernández Shaw, titulada Don Lucas del Cigarral.
En el siglo XX, merecen mención los siguientes montajes:
- Teatro Español, Madrid, 1951.[5]
  - Dirección: Cayetano Luca de Tena.
  - Escenografía: Emilio Burgos.
  - Intérpretes: Guillermo Marín, María Jesus Valdés, Antonio Riquelme, Cándida Losada, Esperanza Grases, Rafael Bardem, Gabriel Llopart.

- Teatro Lope de Vega, Sevilla, 1991.
  - Dirección: Ángel García Suárez.
  - Intérpretes: Aitana Sánchez Gijón, Cayetana Guillén Cuervo, Iñaki Miramón, Fernando Guillén Cuervo.

- Teatro de la Comedia, Madrid, 1999.
  - Dirección: Gerardo Malla.
  - Intérpretes: Cristina Marcos, Jesús Castejón, Francisco Lahoz, Paloma Paso Jardiel.